# Zain Bhikha
Zain Bhika (født 9 august 1974 i Pretoria, Sydafrika) er en sanger og sangskriver, der er kendt inden for Nasheed stilen.
Han er muslim og hans sange kredser om religiøse temaer. 
Han udgav en række albums i Sydafrika, og opnåede lokal popularitet. Han opnåede kontakt til Yusuf Islam (tidligere kendt under navnet Cat Stevens), og tog i 1999 til London, hvor han indspillede albummet Faith, der blev udgivet internationalt i 2001. 
Zain Bhika omtales som en pioneer indenfor Nasheed stilen (islamisk religiøse sange på engelsk), og har opnået popularitet, særlig i islamiske kredse. 
I 2005 etablerede Zain et sydafriansk firma, Zain Bhikha Studios. 
Hans forældre er Rashid og Mariam Bhikha, og han har tre søstre, Nasima, Aysha, Zubida.
zain har optrådt med mange andre kunstner, som Dawud Wharnsby Ali,Ashiq al Rasul, Hasan Kalicitan, Khalid Belhrouzhi, Native Deen, Qatrunada, Imad Rami,Faeeza Malinga, Ziyaad Patel, Imran Dhaya og selvfølgelig hans søn Rashid Bhikha

## Albums
2000 Towards the Light
2000 Children of Heaven 
2001 Faith
2002 Our World
2005 Mountains of Makkah
2006 Allah Knows

## Eksterne links
Zain Bhikhas offcielle hjemmeside